# France aux Jeux olympiques d'hiver de 2026
La France participera aux Jeux olympiques d'hiver de 2026 à Milan et Cortina d'Ampezzo, en Italie, du 6 au 22 février 2026. Alors que les Alpes françaises accueilleront les Jeux olympiques d'hiver de 2030, la France sera l'avant-dernière nation à entrer dans le stade avant l'Italie, pays hôte, lors du défilé des nations lors de la cérémonie d'ouverture. Un segment français sera également présenté lors de la cérémonie de clôture. Il s'agit de sa vingt-sixième participation à des Jeux d'hiver.

## Délégation
Retrouvez la liste des concurrents participants aux Jeux par discipline et par sport.
| Sport               | Hommes | Femmes | Total |
| ------------------- | ------ | ------ | ----- |
| Ski alpin           | 1      | 1      | 2     |
| Biathlon            | 6      | 6      | 12    |
| Ski de fond         | 7      | 6      | 13    |
| Patinage artistique | 4      | 3      | 7     |
| Hockey sur glace    | 25     | 23     | 48    |
| Ski-alpinisme       | 2      | 2      | 4     |
| Total               | 45     | 41     | 86    |

## Médaillés
| Sport | Discipline | Athlète(s) | Performance | Date |
| ----- | ---------- | ---------- | ----------- | ---- |
|       |            |            |             |      |

| Sport | Discipline | Athlète(s) | Performance | Date |
| ----- | ---------- | ---------- | ----------- | ---- |
|       |            |            |             |      |

| Sport | Discipline | Athlète(s) | Performance | Date |
| ----- | ---------- | ---------- | ----------- | ---- |
|       |            |            |             |      |

## Résultats

### Ski alpin
La France a jusqu'à présent qualifié une skieuse alpine et un skieur alpin grâce au quota de base,.

### Biathlon
La France a qualifié six biathlètes féminines et six biathlètes masculins grâce au score de la Coupe du monde de biathlon 2024-25,.

### Ski de fond
La France a qualifié jusqu'à présent une fondeuse et un fondeur par le biais du quota de base,. À l'issue de la Coupe du monde de cross-country FIS 2024-25, la France a qualifié cinq athlètes féminines et six athlètes masculins supplémentaires.

### Patinage artistique
Aux Championnats du monde de patinage artistique de 2025 à Boston, aux États-Unis, la France a obtenu deux quotas dans chacune des épreuves individuelles masculines, un quota dans chacune des épreuves individuelles féminines et deux quotas dans chacune des épreuves de danse sur glace.
| Athlète | Événement        | Programme court Danse originale | Programme court Danse originale | Programme libre Danse libre | Programme libre Danse libre | Total  | Total |
| Athlète | Événement        | Points                          | Rang                            | Points                      | Rang                        | Points | Rang  |
| ------- | ---------------- | ------------------------------- | ------------------------------- | --------------------------- | --------------------------- | ------ | ----- |
|         | Simple messieurs |                                 |                                 |                             |                             |        |       |
|         |                  |                                 |                                 |                             |                             |        |       |
|         | Simple dames     |                                 |                                 |                             |                             |        |       |
|         | Danse sur glace  |                                 |                                 |                             |                             |        |       |
|         | Couples          |                                 |                                 |                             |                             |        |       |

### Ski-alpinisme
La France a qualifié deux skieuses et deux skieurs alpinistes pour les Championnats du monde de ski alpinisme de 2025.

### Hockey sur glace

#### Tournoi masculin
L'équipe nationale masculine de hockey sur glace de France a officiellement réussi à se qualifier après avoir terminé deuxième du tournoi de qualification final, la Russie n'est pas autorisée à participer au tournoi olympique, la France prend sa place en tant qu'équipe la mieux classée à la deuxième place.

#### Tournoi féminin
L'équipe nationale féminine de hockey sur glace de France a officiellement réussi à se qualifier après avoir terminé deuxième du tournoi de qualification final, la Russie n'est pas autorisée à participer au tournoi olympique, la France prend sa place en tant qu'équipe la mieux classée à la deuxième place.

### Articles annexes
- Tableau des médailles des Jeux olympiques d'hiver de 2026
- Liste des médaillés aux Jeux olympiques d'hiver de 2026